# Steve Anderson (tir à l'arc)
Steve Anderson (né le 30 mai 1988) est un archer américain. Il est marié à l'archère mexicaine Linda Ochoa-Anderson.

## Biographie
En 2015, Anderson remporte, lors de l'étape d'Antalya, sa première manche de la coupe du monde. En 2017, il remporte sa première médaille lors de championnats du monde.

## Palmarès
- Championnats du monde[2]
  -  Médaille d'or à l'épreuve par équipe homme aux championnats du monde 2017 à Mexico (avec Kristofer Schaff et Braden Gellenthien).

- Championnats du monde campagne[2]
  -  Médaille d'or à l'épreuve individuelle homme aux championnats du monde campagne de 2016 à Dublin.

- Coupe du monde[2]
  -  Médaille d'or à l'épreuve par équipe homme à la coupe du monde 2015 de Antalya.
  -  Médaille de bronze à l'épreuve individuelle homme à la coupe du monde 2015 de Wrocław.
  -  Médaille d'argent à l'épreuve par équipe homme à la coupe du monde 2015 de Wrocław.
  -  Médaille d'or à l'épreuve par équipe homme à la coupe du monde 2015 de Medellín.
  -  Médaille d'argent à l'épreuve par équipe homme à la coupe du monde 2016 de Shanghai.
  -  Médaille d'or à l'épreuve par équipe homme à la coupe du monde 2016 de Medellín.
  -  Médaille de bronze à l'épreuve par équipe homme à la coupe du monde 2017 de Shanghai.
  -  Médaille d'argent à l'épreuve individuelle homme à la coupe du monde 2017 de Antalya.
  -  Médaille d'aegent à l'épreuve par équipe homme à la coupe du monde 2017 de Antalya.
  -  Médaille d'or à l'épreuve par équipe homme à la coupe du monde 2017 de Berlin.
  -  3e à la Coupe du monde de l'épreuve individuelle homme à la coupe du monde 2017 à Rome.
  -  Médaille d'argent à l'épreuve par équipe homme à la coupe du monde 2018 de Antalya.

- Coupe du monde[2]
  -  2e à la Coupe du monde de l'épreuve individuelle homme à la coupe du monde en salle 2016 à Las Vegas.